# Никель-цинковый аккумулятор
ъ

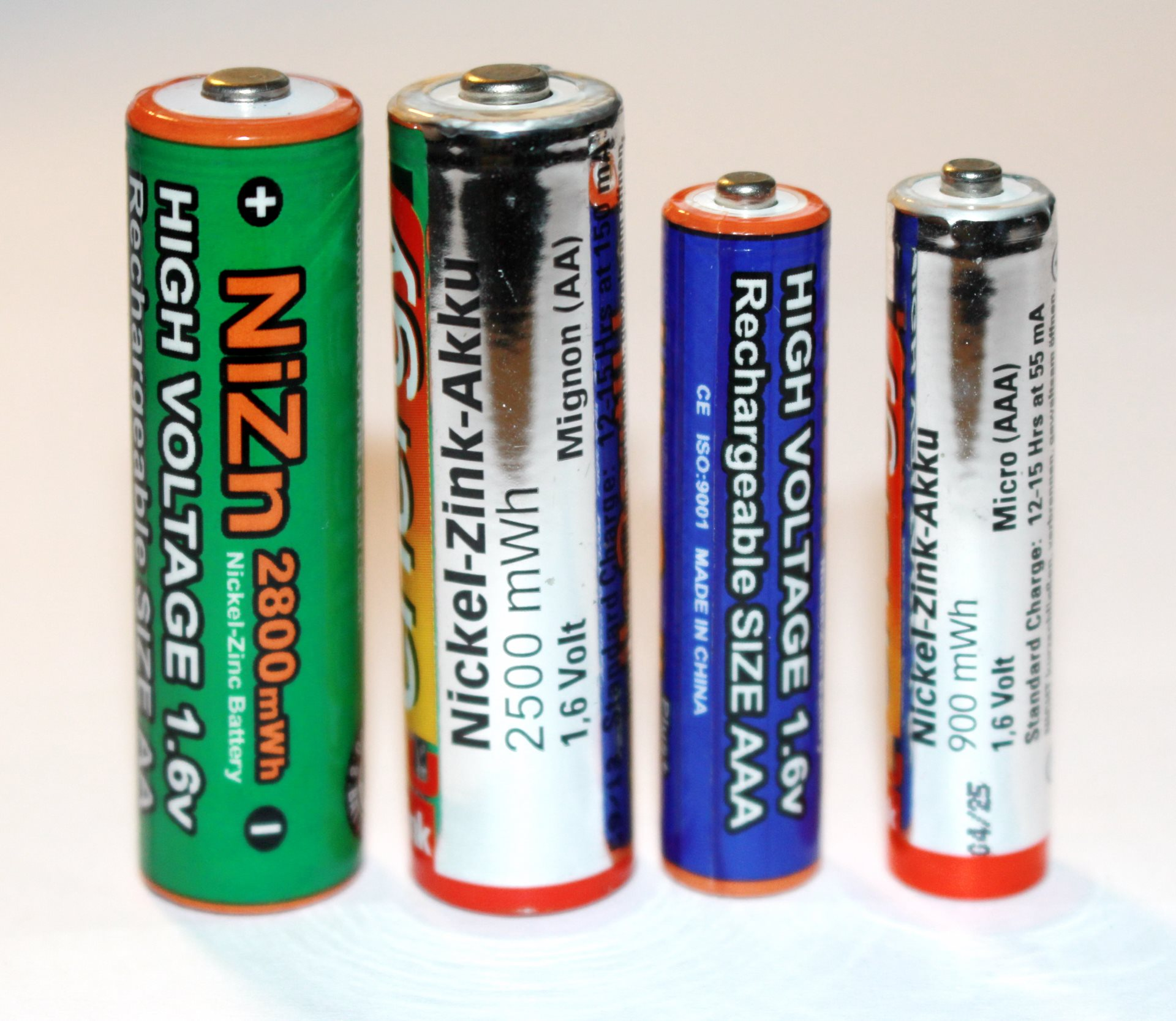
Никель-цинковые аккумуляторы формфакторов АА и ААА, 1,6 В

Никель-цинковый аккумулятор — это химический источник тока, в котором анодом является цинк, электролитом — гидроксид калия с добавкой гидроксида лития, а катодом — оксид никеля. Часто сокращается аббревиатурой NiZn.
Достоинства: большое напряжение (1,6 В; наибольшее из щелочных аккумуляторов) и энергоёмкость (на 30% выше, чем у NiMh), в отличие от никель-кадмиевых аккумуляторов, не содержит ядовитого и канцерогенного кадмия, пожаробезопасны (не выделяют гремучего газа при зарядке и разрядке, не содержат самовоспламеняющихся на воздухе веществ, в отличие, например, от литий-ионных аккумуляторов, практически не нагреваются при зарядке), как и все щелочные аккумуляторы.
Недостатки: 1) небольшой ресурс (250—370 циклов заряд-разряд); 2) эффект памяти.

## История изобретения
В 1901 году Томас Эдисон получил патент США на перезаряжаемую никель-цинковую батарею. Его изобретение усовершенствовал ирландский химик Джеймс Драмм (1897—1974) и установил на четыре автомотрисы собственной конструкции, которые обслуживали линию Дублин-Брей с 1932 по 1948 год. Хотя эксперимент оказался удачным, но автомотрисы были сняты с линии, когда аккумуляторы выработали ресурс.
Ранние модели никель-цинковых аккумуляторов могли выдержать только очень ограниченное количество циклов заряда. В 1960-х никель-цинковые аккумуляторы рассматривали в качестве альтернативы серебряно-цинковым для использования в военных целях, а в 1970-х — снова заинтересовались применением в электромобилях.
Компания Evercel Inc. разработала и запатентовала ряд улучшений для никель-цинковых аккумуляторов, но в 2004 году свернула работы в этой области.

## Параметры
- Удельная энергоёмкость(Вт·ч/кг): около 60 Вт·ч/кг.
- Удельная энергоплотность: около 255 Вт·ч/дм³.
- ЭДС: 1,78 В.
- Рабочая температура: −30…+40 °C.
- Номинальное напряжение - 1.6 В (минимальное - 1.3 В, максимальное - 1.8 В).

## Электрохимия
{\displaystyle 2Ni(OH)_{2}(s)+Zn(OH)_{2}(s)\leftrightarrows 2Ni(OH)_{3}(s)+Zn(s)}

## Применение
NiZn-аккумуляторы отдают 80 % от указанной энергии. Возможно, это связано с режимом работы зарядного устройства. Для достижения максимального числа циклов рекомендуется заряжать эти аккумуляторы на 80-90 %.

Выгодны для использования в цифровых фотоаппаратах (на NiMh фотоаппарат отключается при не до конца разряженных батарейках — фотоаппарат рассчитан на щелочные батарейки с напряжением 1,5 В, а NiZn имеет высокое напряжение и в конце разряда.)
Для зарядки NiZn аккумуляторов используется специальное зарядное устройство с напряжением зарядки до 1,88 В, в отличие от NiCd и NiMH, которые заряжаются до напряжения 1,4-1,6 В. То есть, при использовании автоматического зарядного устройства рассчитанного только для зарядки NiCd и NiMH аккумуляторов, NiZn аккумуляторы не будут заряжаться до полной ёмкости и вследствие наличия эффекта памяти, их ёмкость быстро снизится и аккумуляторы придут в негодность.